# Édith Berger
Pour les articles homonymes, voir Berger (homonymie).
Édith Berger, née le 28 novembre 1900 à Grenoble et morte le 16 avril 1994 à Sigoyer (Hautes-Alpes), est une artiste peintre française.

## Biographie
Édith Berger fait ses études à l'école des Beaux-Arts industriels de Grenoble, où elle est élève de Tancrède Bastet et Louise Morel. Elle poursuit ses études à l'École nationale des beaux-arts de Lyon et ensuite à l'Académie de la Grande Chaumière, de 1920 à 1924, à Paris, où elle retrouve ses amis Henriette Deloras et Jules Flandrin.
La tuberculose l'oblige à quitter la capitale pour être soignée au sanatorium puis au centre de post-cure.
En 1920, en rentrant d'un voyage, elle passe par le Trièves. Fascinée par la beauté du lieu, elle y revient une première fois en 1929 et une deuxième fois pour un séjour de quelques mois en 1930.
Elle lit Jean Giono dans Les nouvelles littéraires, elle souhaite écrire et lui soumettre quelques pages,.  Ils se rencontrent en 1931, entretiennent une correspondance et se lient d'amitié. Cependant, Giono remarque plus son talent pour la peinture que pour l'écriture, ce qui l'amène à arrêter d'écrire.
En 1934, Édith Berger profite d'un poste vacant à la mairie de Lalley pour s'y installer définitivement. Elle est secrétaire de mairie et dans son temps libre elle réalise des paysages « en plein air », des portraits, des natures mortes et fige sur la toile des moments de la vie quotidienne à la campagne. Elle maîtrise des techniques variées : l'huile, la tempera, le crayolor, le fusain, le pastel et la linogravure.
Jean Giono commence à fréquenter régulièrement le Trièves et à y écrire des textes et des essais annotés. Berger prépare des linogravures pour accompagner ce matériel et l'ensemble est publié en 1950 sous le titre de Village. Ensuite Giono écrira plusieurs romans inspirés de la région.
Les œuvres d'Édith Berger sont présentées par les galeries de Grenoble (Saint-Louis, Dauphin, Hébert, etc.), de Lyon, de Marseille et de Paris en France, puis jusqu'en Hollande et dans une université aux États-Unis, dans le cadre d'échanges internationaux. Ce contact constant avec l'extérieur lui permet de recevoir de nombreuses visites dans sa ville d'adoption.
À Lalley, Édith Berger rencontrera aussi André Gide.
Giono dira d'elle : « C'est par la qualité de son œuvre que cette artiste discrète, secrète même, qui s'est tenue à l'écart — géographiquement et esthétiquement — des courants et des milieux artistiques, a obtenu sa reconnaissance. »,
Distinguée à plusieurs reprises, Édith Berger est faite chevalier des Arts et des Lettres par le ministre de la culture Jack Lang.
Édith Berger est inhumée au cimetière de Lalley.

## Distinctions
- Chevalière de l'ordre des Arts et des Lettres.

## Salons et expositions
Plusieurs expositions et rétrospectives ont été organisées sur Édith Berger :
- En 1989, la Maison Stendhal de Grenoble présente Édith Berger, 50 ans de dessin[10].
- En 1992, son œuvre est exposée au Château de Passières de Chichilianne pour le Salon européen des antiquaires[3].
- En 1995, une exposition consacrée à Édith Berger est organisée à l'Hôtel de ville de Grenoble, à l'Espace Achard.
- En 1996 et 1997, le Centre Jean-Giono de Manosque lui rend hommage avec une exposition posthume[3].
- L'Espace Giono de Lalley, créé en juillet 2001, ouvre ses portes en valorisant Berger et Giono, et les œuvres de Berger font l'objet d'une exposition permanente[3]. Un sentier-découverte Édith Berger-Jean Giono propose en huit panneaux de découvrir en parallèle des tableaux de la peintre et des textes de l'écrivain[11].
- Le Musée Mainssieux présente en 2003 une exposition collective sur les Femmes peintres en Dauphiné : XIXe et XXe siècles qui inclut Édith Berger[12].
- En 2004, l'Espace Giono de Lalley lui consacre une exposition, suivie par celle au Musée du Trièves de Mens en 2005.

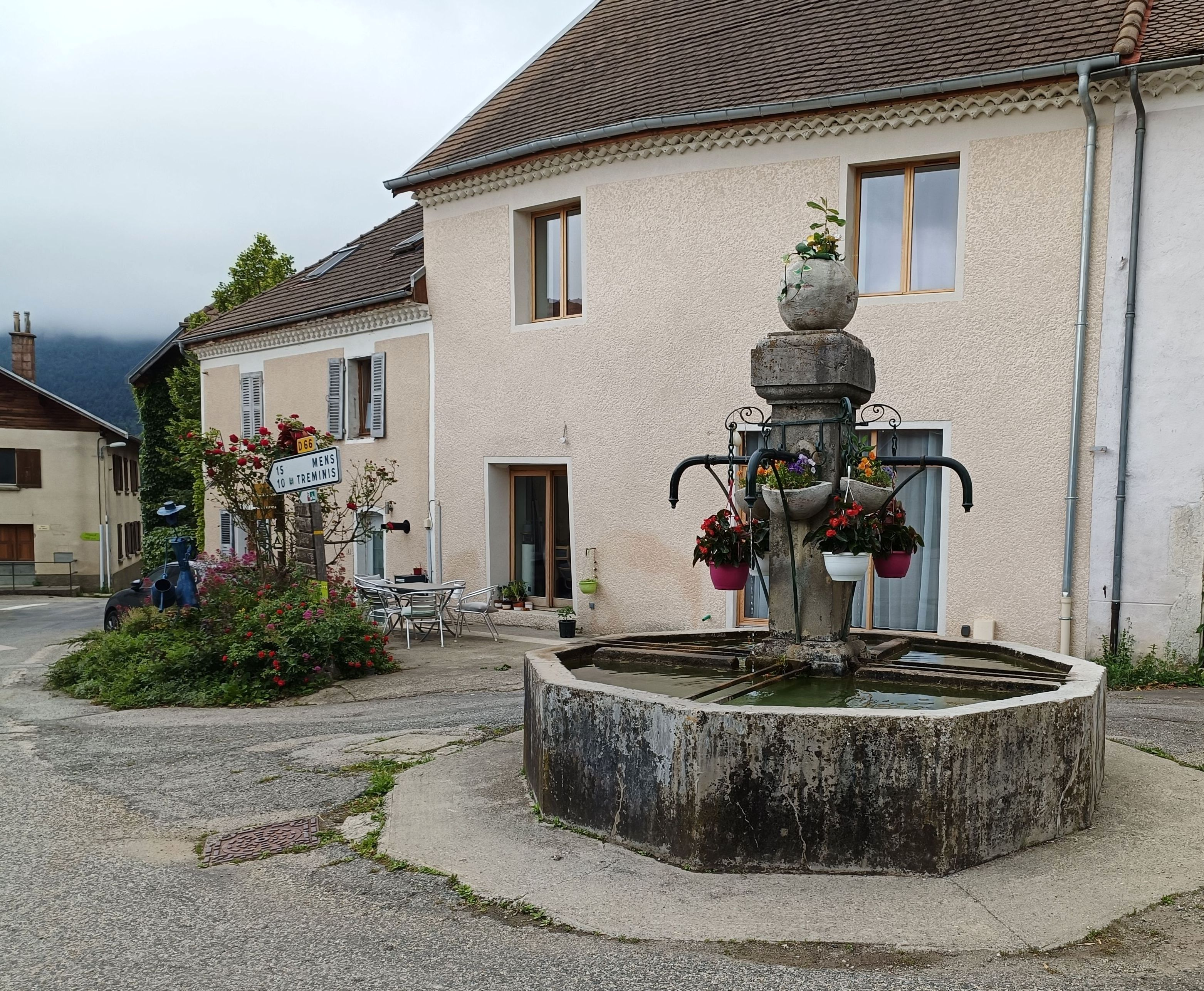
La fontaine place Édith-Berger à Lalley
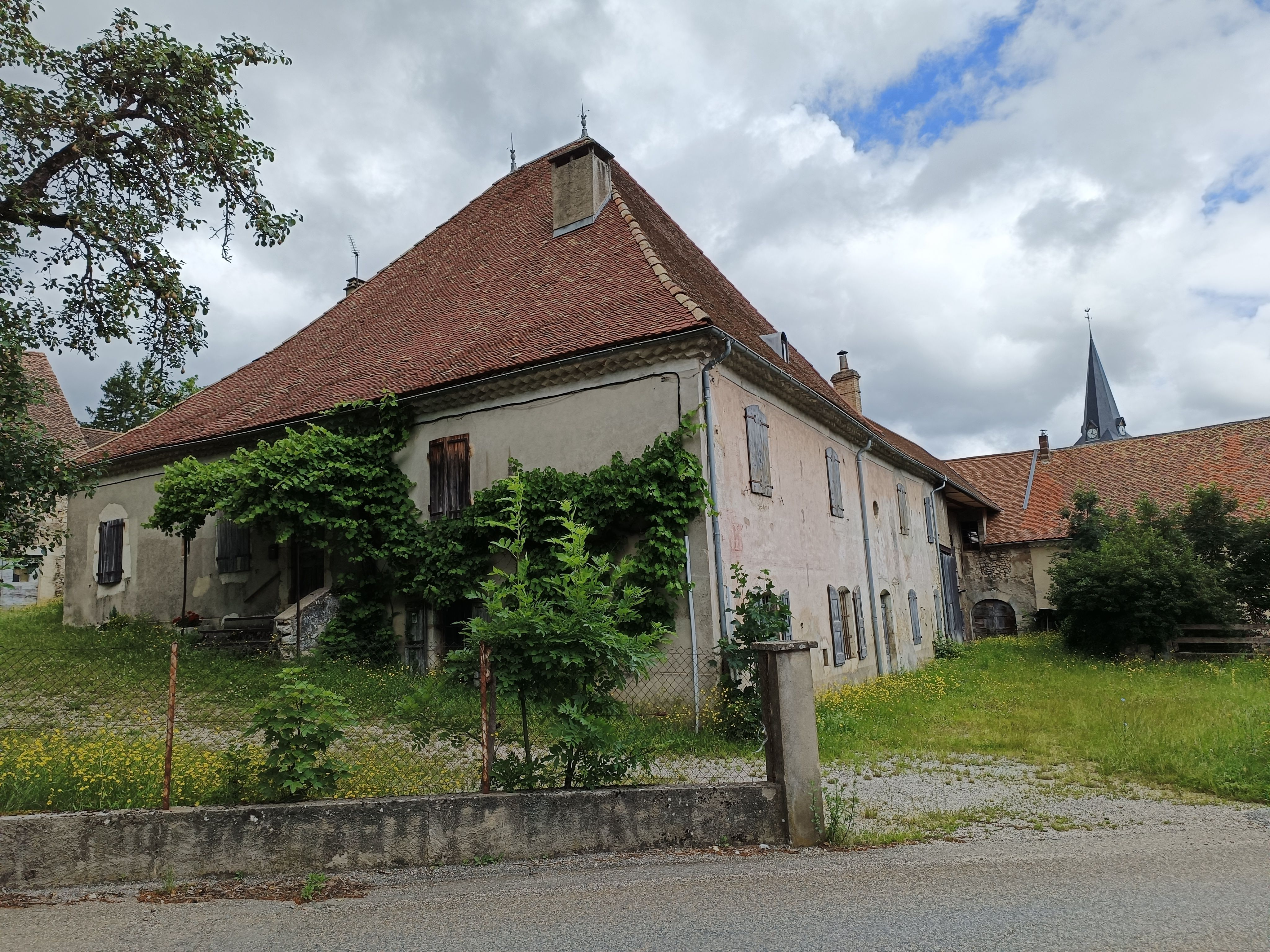
La maison Bernard où habitait Édith Berger, 1ère étape du sentier-découverte Édith-Berger-Jean Giono
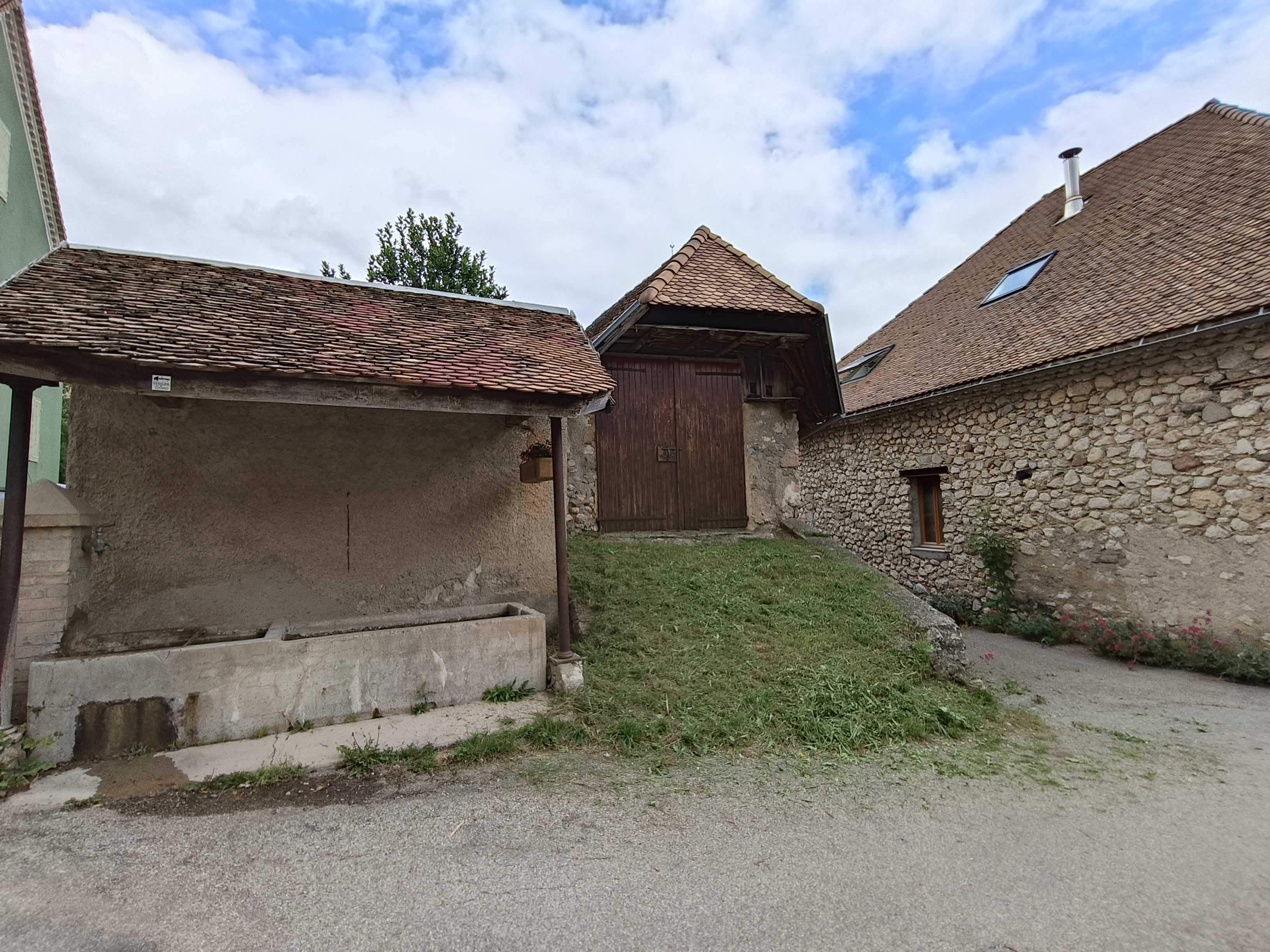
Des granges montée de Prusère, 2e étape du sentier-découverte
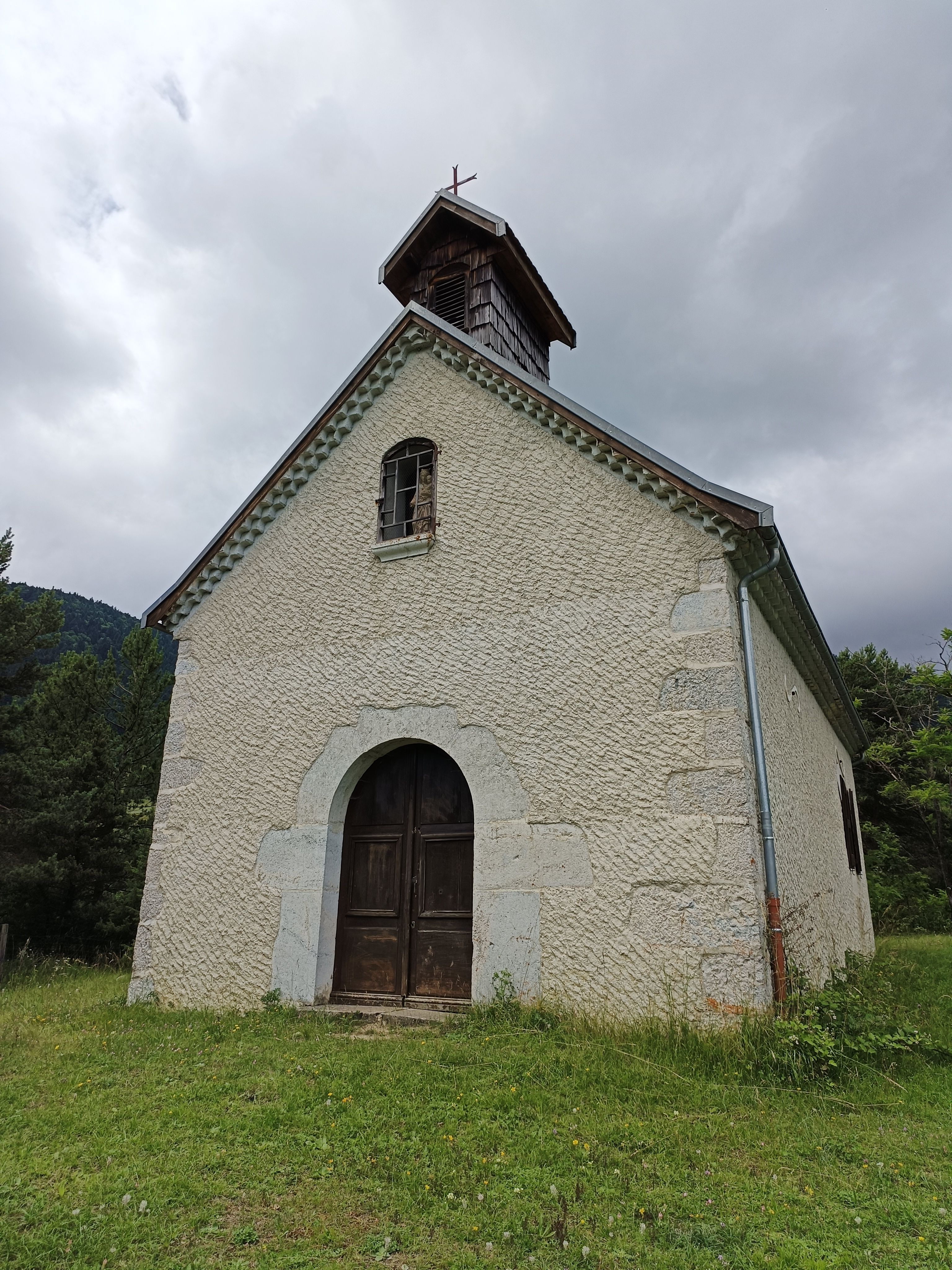
La chapelle Notre-Dame-du-Bon-Secours, 4e étape du sentier-découverte

## Collections publiques
- Musée dauphinois
- Musée du Trièves
- Espace Giono
- Centre national des arts plastiques